# Hydrofyty
Hydrofyty jsou vodní rostliny, které mají zpravidla obnovovací pupeny pod vodou. Tím se liší od hygrofytů, což jsou vlhkomilné až mokřadní rostliny, ale ne vyloženě vodní. Některé koření ve dně, ale květy mají nad vodní hladinou a alespoň některé listy splývají na hladině, například rdesno obojživelné (Polygonum amphibium), rdest vzplývavý (Potamogeton natans) nebo leknín bílý (Nymphaea alba) či stulík žlutý (Nuphar lutea). Jiné koření ve dně, kvetou nad hladinou, ale jinak jsou zcela ponořené, např. mnohé úzkolisté rdesty jako rdest hřebenitý (Potamogeton pectinatus) nebo šejdračka (Zanichellia). Další rostliny koření ve dně, jsou celé ponořené a i kvetou pod vodou, např. řečanka (Najas). Některé druhy volně vzplývají na hladině, ve dně nekoření a kvetou nad hladinou, např. okřehek (Lemna), závitka (Spirodela) nebo drobnička (Wolffia). Mezi hydrofyty patří také chaluhy. Zvláštním případem hydrofytů jsou rheofyty.

## Společenstva vodních rostlin
Hydrofyty vytvářejí celá rostlinná společenstva. Často dominuje jeden druh (monoceózy) nebo několik málo druhů, proto bylo vytvořeno množství syntaxonů. V ČR to jsou např. společenstva s dominantními okřehky (Lemna sp.) a podobnými rostlinami (sv. Lemnion minoris), s dominancí bublinatek (Utricularia sp.) (sv. Utricularion vulgaris), s jinými různými robustnějšími vodními rostlinami (sv. Nymphaeion albae), s častými širokolistými rdesty (sv. Magnopotamion) a úzkolistými rdesty (sv. Parvopotamion). Dále to jsou společenstva s lakušníky (Batrachium sp., sv. Batrachion aquatilis), s žebratkou bahenní (Hottonia palustris, sv. Batrachion aquatilis, as. Hottonietum palustris), s hvězdoši (Callitriche sp., sv. Batrachion aquatilis, as. Callitrichetum hermaphroditicae, Callitrichetum cophocarpae, Callitrichetum hamulatae aj.). Patří sem i vegetace tekoucích vod (sv. Batrachion fluviatilis), viz také rheofyty. Dále sem můžeme zařadit vegetaci tůní v rašeliništích (sv. Sphagno-Utricularion), vegetaci parožnatek (Chara sp.) a vegetaci šídlatek (Isoëtes sp., sv. Isoëtion palustris).

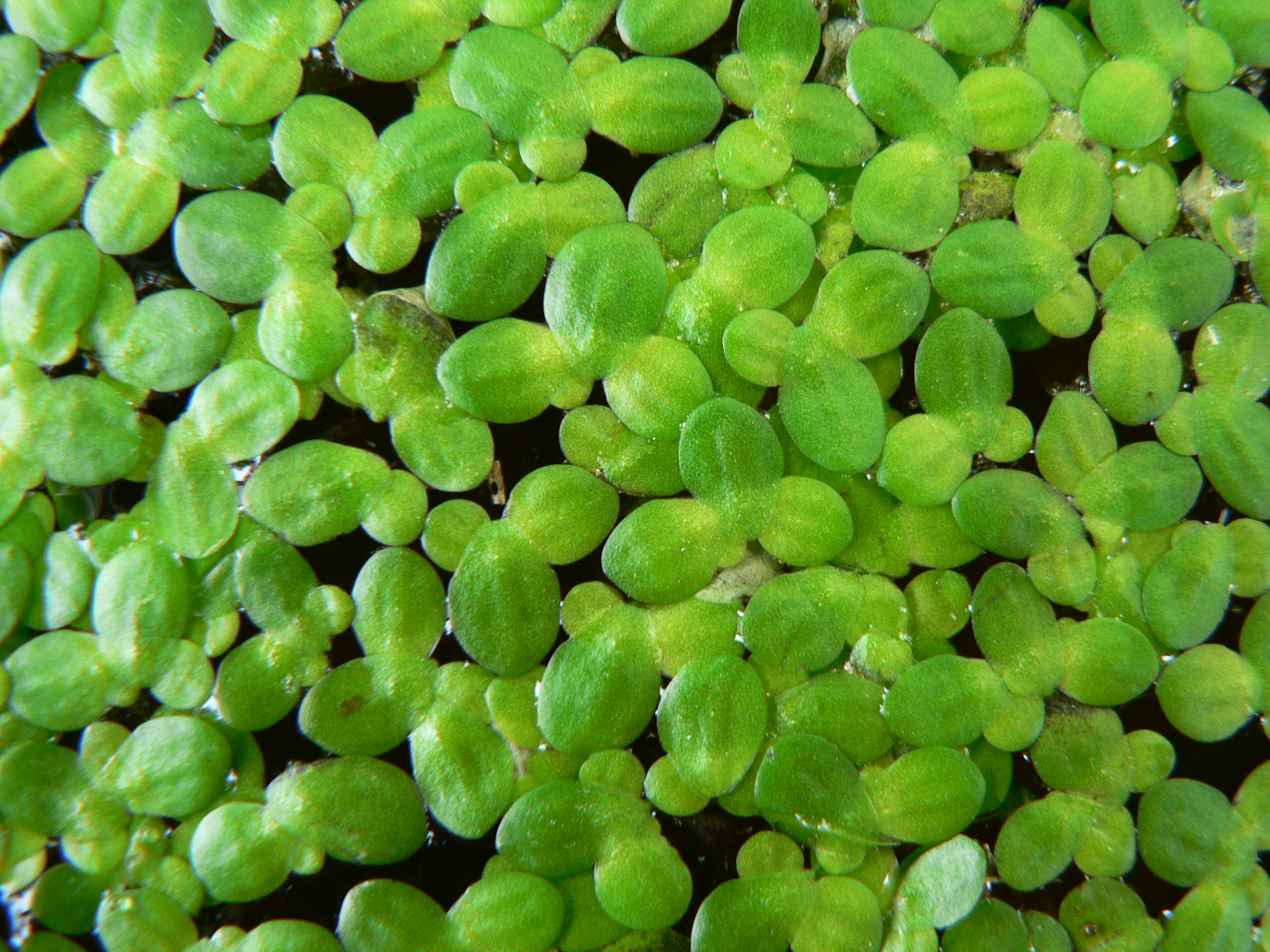
Okřehek menší (Lemna minor)
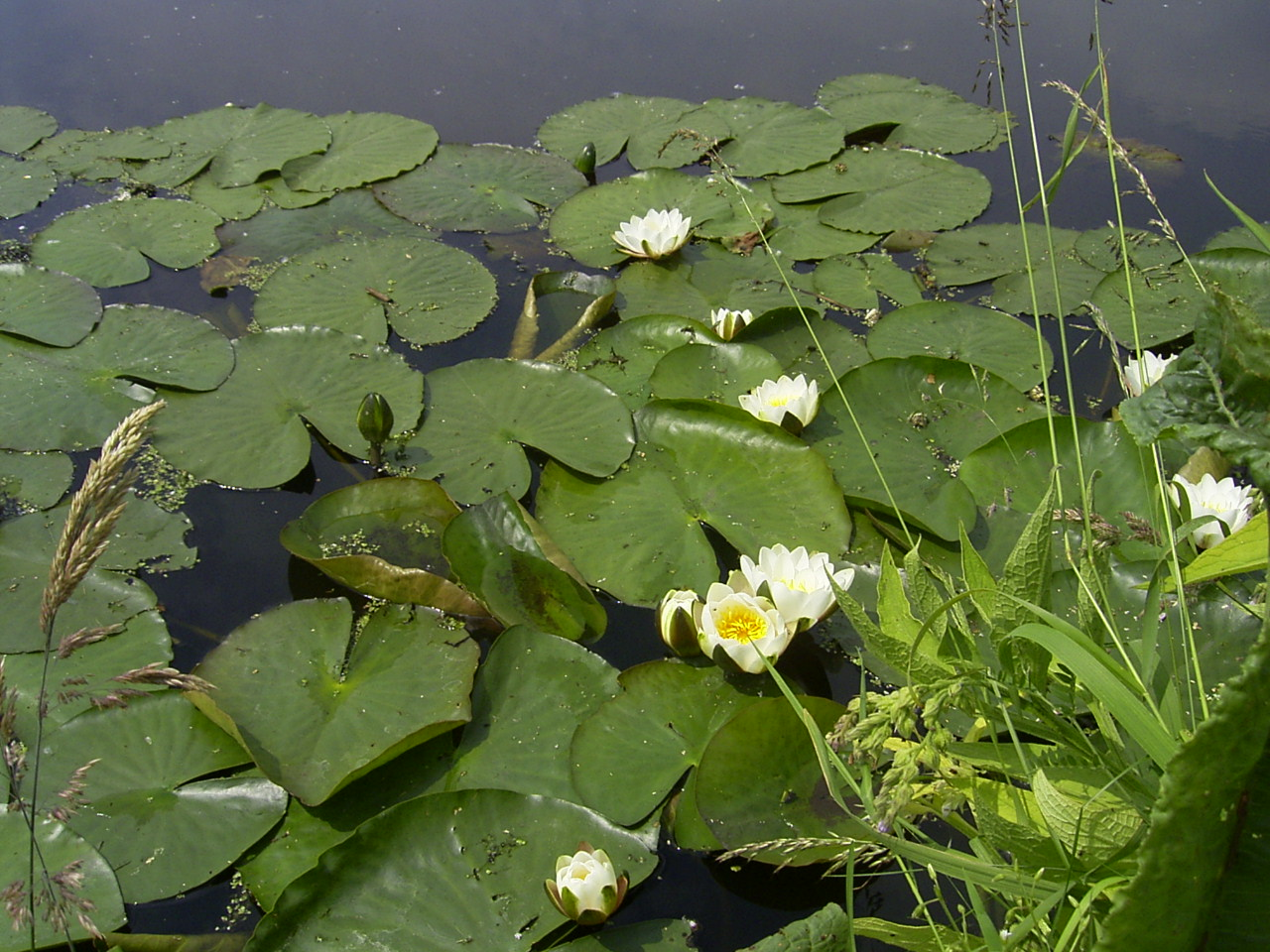
Leknín bílý (Nymphaea alba)
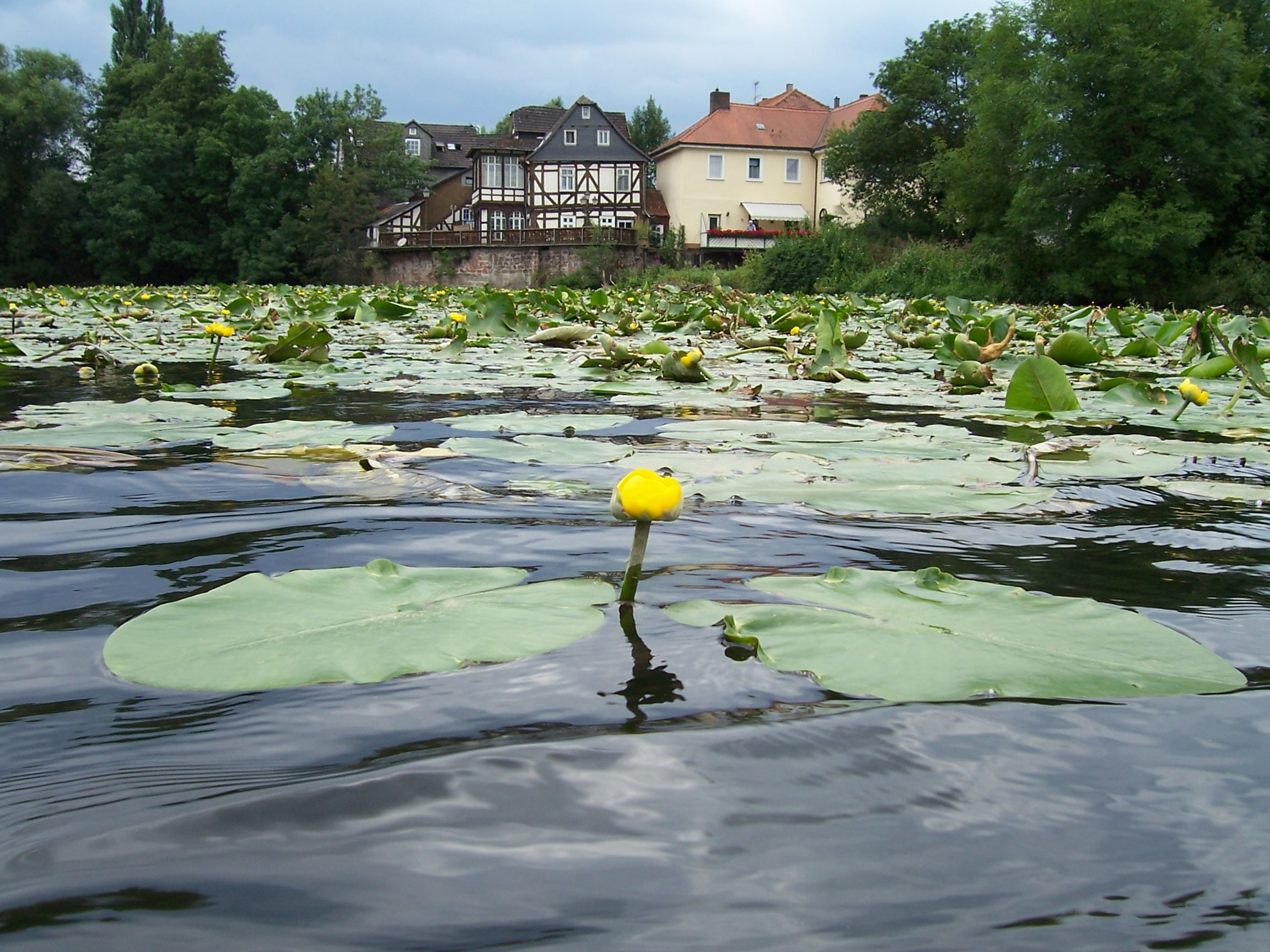
Stulík žlutý (Nuphar lutea)
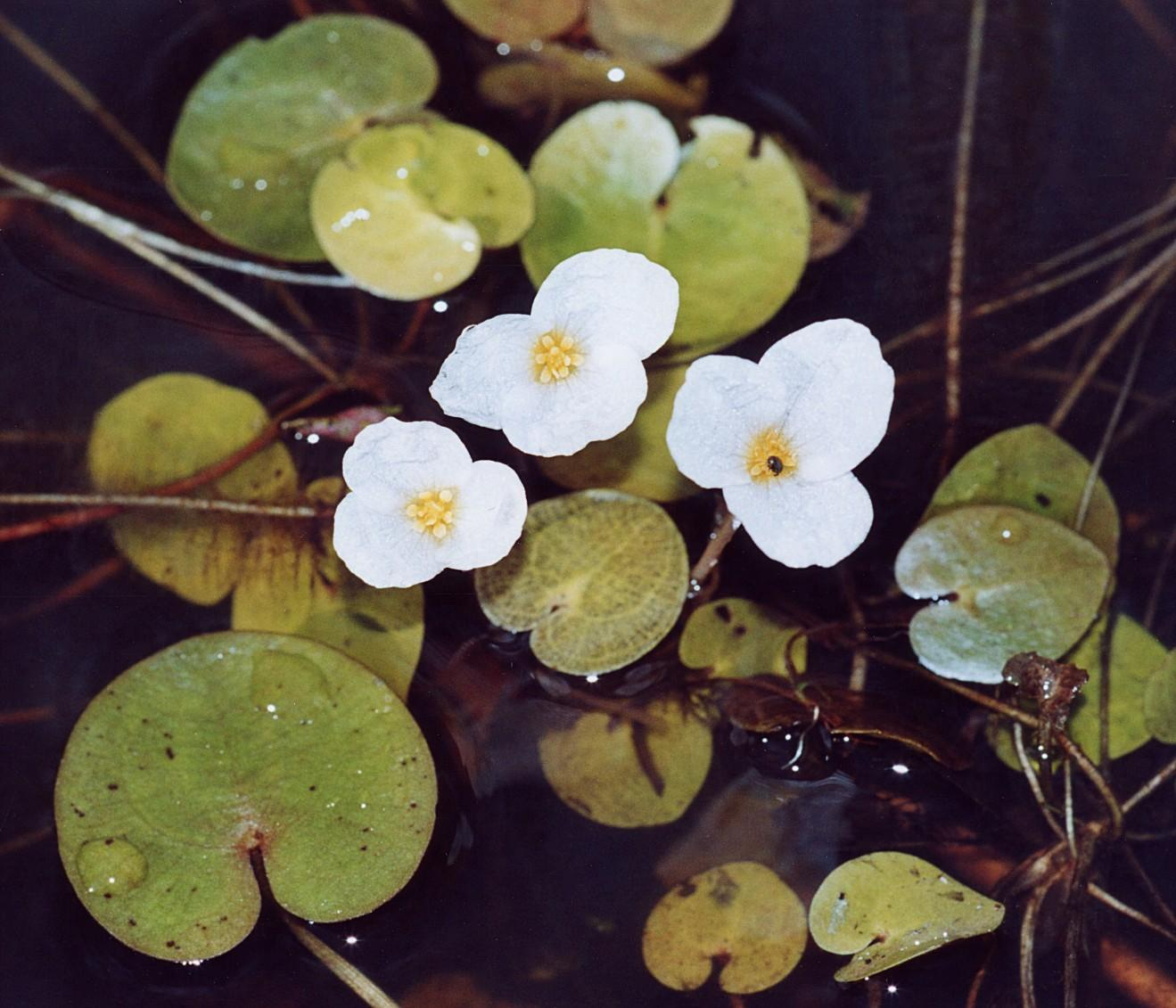
Voďanka žabí (Hydrocharis morsus-ranae)